# Rúnar Már Sigurjónsson
Rúnar Már Sigurjónsson (matronímico 'Sigurlaugarson') (Sauðárkrókur, Islandia, 18 de junio de 1990) es un futbolista islandés que juega como mediocampista para el ÍA Akraness de la Úrvalsdeild Karla. Debutó para el seleccionado islandés frente a Andorra en 2012.

## Trayectoria en clubes
Rúnar comenzó su carrera en el Tindastóll, luego pasó al HK a los 17 años de edad.  Tras dos temporadas en el HK, cambió de equipo, exactamente al Valur antes del inicio de la temporada 2010.
Después de la temporada 2012, el 31 de enero de 2013, Rúnar firmó con el Zwolle neerlandés de la Eredivisie, cedido en préstamo hasta el final de la temporada 2012-2013, con opción a dos temporadas más, poco después de llegar a Países Bajos, Rúnar se lesionó y por lo tanto no pudo jugar. A finales de abril se anunció que volvería al Valur para la temporada 2013, aunque, debido a la antes mencionada lesión, no estaba seguro de cuándo empezaría a jugar.  Sigurjónsson fue autorizado para jugar con Valur el 3 de mayo de 2013.
El 6 de agosto de 2013 se anunció que Rúnar se había trasladado a Suecia para jugar para el Superettan GIF Sundsvall, con un contrato hasta finales de 2016. En el verano de 2016 fue vendido al club suizo Grasshopper Zurich por un importe de unos 350.000 € (311.139 libras esterlinas).

## Selección nacional
Rúnar jugó ocho partidos para los juveniles de Islandia. Después de una buena temporada en 2012, en la que marcó 7 goles, fue convocado por la selección absoluta para disputar un partido clasificatorio para la Copa Mundial de la FIFA 2014 contra Suiza en octubre de 2012, pero no ingresó, y un mes más tarde fue titular en un partido amistoso contra Andorra, donde marcó el segundo gol del partido en su debut, fue victoria por 2-0 para Islandia.
Fue seleccionado para la Eurocopa 2016.

## Palmarés

### Títulos nacionales
| Título                     | Club         | País       | Año  |
| -------------------------- | ------------ | ---------- | ---- |
| Liga Premier de Kazajistán | F. C. Astana | Kazajistán | 2019 |
| Supercopa de Kazajistán    | F. C. Astana | Kazajistán | 2020 |
| Supercopa de Rumania       | CFR Cluj     | Rumania    | 2020 |
| Liga I                     | CFR Cluj     | Rumania    | 2021 |
| Liga I                     | CFR Cluj     | Rumania    | 2022 |